# Escuela Médico Militar
Die Escuela Médico Militar, zu Deutsch Militärische Medizinhochschule, ist die im Jahr 1917 gegründete medizinische Hochschule der mexikanischen Land- und Luftstreitkräfte. Sie untersteht der Generaldirektion für militärische Ausbildung und Rektorat der Universität des Heeres und der Luftstreitkräfte (spanisch Dirección General de Educación Militar y Rectoría de la Universidad del Ejército y Fuerza Aérea) im Secretaría de la Defensa Nacional (SEDENA).

## Geschichte
Die unter der Bezeichnung Escuela Constitucionalista Médico Militar gegründete Hochschule gilt als Nachfolgeinstitution der Escuela Práctica Médico-Militar, die 1880 von Francisco Montes de Oca y Saucedo am San Lucas-Militärkrankenhaus in Mexiko-Stadt für die praktische Ausbildung von Militärärzten konzipiert wurde. Francisco Montes de Oca y Saucedo war gleichzeitig der erste Direktor der Escuela Práctica Médico-Militar.
Die Konzeption für die Escuela Constitucionalista Médico Militar stammte aus der Feder der Generalärzte Guadalupe Gracia García-Cumplido und Enrique Cornelio Osornio Martínez de los Ríos.

## Professoren der Escuela Médico Militar
- Guadalupe Gracia García-Cumplido, auch Gründer und Direktor
- Enrique Cornelio Osornio Martínez de los Ríos, auch Gründer und Direktor
- Fernando Ocaranza Carmona